# Bocchoris
Bocchoris is een geslacht van vlinders uit de familie van de grasmotten (Crambidae), uit de onderfamilie van de Spilomelinae. De wetenschappelijke naam van dit geslacht is voor het eerst voorgesteld door Frederic Moore in een publicatie uit 1885.

## Soorten
- B. adalis (Walker, 1859)
- B. albipunctalis Shibuya, 1929
- B. amandalis Swinhoe, 1903
- B. aptalis (Walker, 1866)
- B. borbonensis Guillermet, 1996
- B. chalcidiscalis Hampson, 1899
- B. ciliata (Swinhoe, 1894)
- B. darsanalis (Druce, 1895)
- B. gallienalis (Viette, 1958)
- B. graphitalis (Snellen, 1875)
- B. incoalis Schaus, 1920
- B. inductalis (Walker, 1866)
- B. inspersalis (Zeller, 1852)
- B. insulalis Hampson, 1912
- B. isakalis Viette, 1954
- B. junctifascialis Hampson, 1899
- B. lumaralis Holland, 1900
- B. manuselalis Rothschild, 1915
- B. marucalis (Druce, 1895)
- B. placitalis Schaus, 1912
- B. pulverealis Hampson, 1899
- B. pusaensis (Bhattacherjee, 1973)
- B. rufiflavalis Hampson, 1912
- B. trimaculalis (Snellen, 1880)
- B. triumphalis (C. Felder, R. Felder & Rogenhofer, 1875)